# Šajo
Šajo (mađ. Sajó, slovački: Slaná) je rijeka u Mađarskoj i Slovačkoj. Izvire na Niskim Tatrama kod slovačkoga sela Dobšiná na nadmorskoj visini od 1 300 metara, a ulijeva se u Tisu kod mađarskoga grada Tiszaújvárosa. Rijeka Šajo je dugačka 229 km od toga u Slovačkoj teče 110 km a u Mađarskoj 119 km.
- Rijeka teče kroz slovački Košický kraj i mađarsku županiju Boršod-abaújsko-zemplénsku.

- Rijeka teče kroz ove gradove:
- Revúca
- Miškolc

## Povijest
Za vrijeme mongolskog pohoda na Europu, na velikoj Muhijskoj pustari, jugozapadno od rijeke Šajo odvila se 11. travnja 1241. bitka na rijeci Šajo.